# Les Mystérieux étonnants
Les Mystérieux étonnants est un podcast hebdomadaire québécois consacré à l'ensemble de la culture populaire,.

## Biographie
Fondé en 2006, Les Mystérieux étonnants compte parmi les tout premiers podcasts québécois. Il est animé par Benoit Mercier,,.
L’émission aborde chaque semaine des thèmes liés à la bande dessinée, les séries télé, les jeux vidéo et le cinéma, notamment.
D’abord diffusé sur les ondes de CHOQ.FM, le balado devient indépendant en 2018.
Parmi les personnalités y ayant pris part à ce jour, on compte l’illustrateur et auteur de bande dessinée Jeik Dion, le libraire Laurent Boutin, l’archiviste Simon Chénier, l’éditeur Gautier Langevin, l’illustratrice et autrice de bande dessinée Caroline Breault (Cab), le réalisateur de cinéma Yoann-Karl Whissell, l’illustratrice et autrice de bande dessinée Charlotte Gagnon-Soucy, de même que les chroniqueuses Marie-Lune Brisebois, Laure-Anne Lafrenière et Jessie Beaulieu.

### Pionniers du balado
En 2019, en entrevue avec le journaliste Philippe Papineau du quotidien Le Devoir, Benoit Mercier affirme qu’il n’a rien contre «la nouvelle vague de balados qui déferle au Québec», citant QUB radio et Radio-Canada, qui ont largement investi un domaine jusque là plus indépendant, mais il affirme du même souffle être «un peu amer que plusieurs des pionniers du genre — comme Denis Talbot — ou des créateurs un peu plus “champ gauche” — comme Des si et des rais ou à une moindre échelle Mike Ward sous écoute — soient souvent oubliés.»  
Il ajoute lors du même entretien que «l’industrie de la baladodiffusion parle beaucoup de monétisation et trop peu d’innovation.»

### Émissions dérivées
Les Mystérieux étonnants, produit également des émissions dérivées telles que Bifurcations, Terre Kaiju, Terre humaine chez Isidore et Noël chez Isidore.